# Lijst van sceptische tijdschriften
Dit is een lijst van tijdschriften die wetenschappelijk scepticisme promoten of bedrijven.
| Tijdschrift                                         | Taal       | Opgericht | Uitgever                                                                | Laatste hoofdredacteur        |
| --------------------------------------------------- | ---------- | --------- | ----------------------------------------------------------------------- | ----------------------------- |
| ARIP View                                           | Engels     | 1988      | Association for the Rational Investigation of the Paranormal (ARIP)     | D. Liknaitzky                 |
| Association for Rational Thought News               | Engels     | 1991      | Cincinnati Skeptics                                                     |                               |
| Bay Area Skeptics Information Sheet (BASIS)         | Engels     | 1982      | Bay Area Skeptics                                                       | (Gestopt in 2008)             |
| CAZette                                             | Frans      | 2011      | Centre d'Analyse Zététique                                              |                               |
| El Escéptico                                        | Spaans     | 1998      | Alternativa Racional a las Pseudociencias (ARP)                         | Felix Ares deBlas             |
| El Ojo Critico                                      | Spaans     | 1994      | Grupo Fenix                                                             | Manuel Carballal              |
| El Ojo Escéptico                                    | Spaans     | 1991      | CAIRP                                                                   |                               |
| Enchanted Skeptic                                   | Engels     | 1990      | Nex Mexicans for Science                                                |                               |
| Folkvett                                            | Zweeds     | 1983      | Vetenskap och Folkbildning                                              | Sven Ove Hansson              |
| Free Inquiry                                        | Engels     | 1980      | Council for Secular Humanism                                            | Tom Flynn                     |
| Georgia Skeptic                                     | Engels     | 1988      | Georgia Skeptics                                                        |                               |
| Grain of Salt                                       | Engels     | 1988      | Delaware Valley Skeptics                                                |                               |
| Great Lakes Skeptics Update                         | Engels     | 1989      | Great Lakes Skeptics                                                    |                               |
| Indian Skeptic                                      | Engels     | 1988      | Indian CSICOP                                                           |                               |
| ISRAP Newsletter                                    | Engels     | 1988      | Iowa Society for a Rational Approach to the Paranormal (ISRAP)          | Randy Brown                   |
| Journal of the Japan Skeptics                       | Engels?    | 1992      | Japan Skeptics                                                          |                               |
| KASES File                                          | Engels     | 1987      | Kentucky Association of Science Educators & Skeptics (KASES)            |                               |
| La Alternativa Racional                             | Spaans     | 1986      | Alternativa Racional a las Pseudociencias (ARP)                         | Felix Ares deBlas             |
| La Nave de los Locos                                | Spaans     | 2000      |                                                                         | Sergio Sanchez & Diego Zuniga |
| La publication de l'Observatoire Zététique (La POZ) | Frans      | 2004      | Observatoire Zététique                                                  | Nicolas Vivant                |
| LA Raison                                           | Engels     | 1987      | Mid-South Skeptics Association                                          |                               |
| Le Raison                                           | Engels     | 1987      | Baton Rouge Proponents of Rational Inquiry                              | Wayne Coskrey                 |
| Le Trait d'Union                                    | Frans      | 1992      | Comité Para                                                             | Michel Soupart                |
| Los Angeles Skeptics Evaluative Report (LASER)      | Engels     | 1985      | Los Angeles Skeptics                                                    | Al Seckel                     |
| Manifestations                                      | Engels     | 1989      | Berkeley Skeptics                                                       |                               |
| MCRI News                                           | Engels     | 1987      | Midwest Committee for Rational Inquiry (MCRI)                           | Robert v Valzah               |
| Minnesota Skeptics Newsletter                       | Engels     | 1987      | Minnesota Skeptics                                                      |                               |
| National Capital Area Skeptical Eye                 | Engels     | 1987      | National Capital Area Skeptics                                          | Helen Hester-Ossa             |
| Nederlands Tijdschrift tegen de Kwakzalverij        | Nederlands | 1881      | Vereniging tegen de Kwakzalverij                                        | Bert van Dien                 |
| Nouvelles Sceptiques                                | Frans      | 1949      | Comité Para                                                             | Olivier Mandler               |
| Science et pseudo-sciences                          | Frans      | 1968      | Association française pour l'information scientifique (AFIS)            | Jean-Paul Krivine             |
| Skepter                                             | Nederlands | 1988      | Stichting Skepsis                                                       | Hans van Maanen               |
| Skeptical Intelligencer                             | Engels     | 1997      | Association for Skeptical Enquiry                                       | Michael Heap                  |
| Skeptical Inquirer                                  | Engels     | 1976      | Committee for Skeptical Inquiry (vroeger CSICOP)                        | Kendrick Frazier              |
| Skeptic (Skeptic Magazine)                          | Engels     | 1992      | The Skeptics Society                                                    | Michael Shermer               |
| Skeptiker                                           | Duits      | 1987      | Gesellschaft zur wissenschaftlichen Untersuchung von Parawissenschaften | Inge Hüsgen                   |
| Skeptikernytt                                       | Noors      | 1992      | Skepsis Norge                                                           | Terje Emberland               |
| Skeptikko                                           | Fins       | 1988      | Skepsis ry                                                              | Risto K. Järvinen             |
| The Arizona Skeptic                                 | Engels     | 1987      | Phoenix Skeptics                                                        |                               |
| The Beacon                                          | Engels     | 1988      | East Bay Skeptics Society                                               |                               |
| The Gateway Skeptic                                 | Engels     | 1990      |                                                                         |                               |
| The New England Journal of Skepticism               | Engels     | 1998      | New England Skeptical Society                                           | Steven Novella                |
| The New York Skeptic                                | Engels     | 1988      | New York Area Skeptics                                                  |                               |
| The Skeptic (Australië)                             | Engels     | 1981      | Australian Skeptics                                                     | Tim Mendham                   |
| The Skeptic (Verenigd Koninkrijk)                   | Engels     | 1987      | Committee for Skeptical Inquiry (vroeger CSICOP)                        | Deborah Hyde                  |
| Wonder en is gheen Wonder                           | Nederlands | 2000      | SKEPP                                                                   | Pieter Van Nuffel             |